# 무그라비 지구

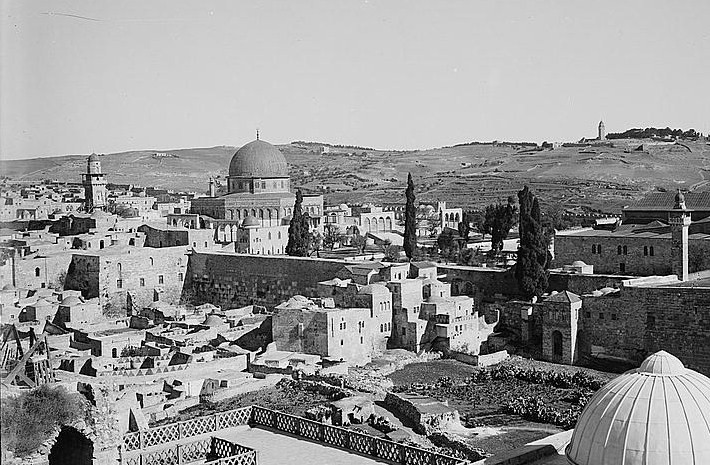
배경에 바위의 돔이 보이는 무그라비 지구의 역사적인 사진

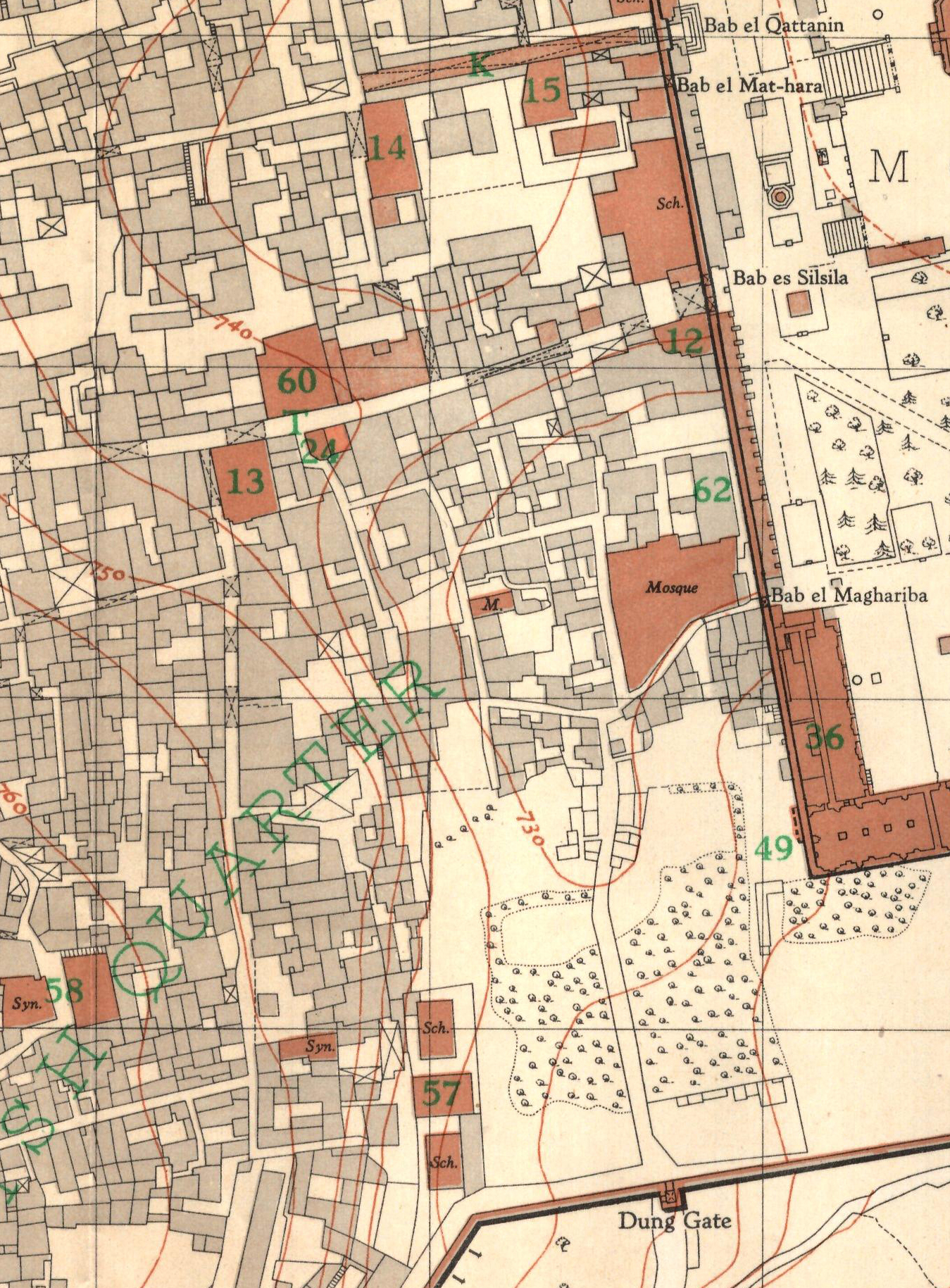
1947년 팔레스타인 조사 지도의 무그라비 지구(주로 J9 셀)이다. 파괴된 모스크 두 개가 빨간색으로 표시되어 있다.

무그라비 지구(또는 마그레브 지구, 모로코 지구)는 12세기 후반에 예루살렘 구시가지 남동쪽 모퉁이에 위치한 지역이다. 동쪽으로는 성전산의 통곡의 벽과 접하고, 남쪽으로는 구시가지 성벽(분문 포함)과 접하며, 서쪽으로는 유대인 지구와 접해 있었다. 북쪽으로는 이슬람 지구의 연장이었으며, 살라딘의 아들 중 한 명에 의해 이슬람 와크프(종교 재산)로 설립되었다.
이 지구는 1967년 6일 전쟁 직후, 서예루살렘 시장 테디 콜렉(Teddy Kollek)의 요청에 따라 이스라엘군에 의해 철거되었다. 이는 좁은 골목길을 확장하여 통곡의 벽으로 향하는 통로를 넓히고, 유대인들이 기도하러 올 수 있도록 하기 위한 조치였다. 현재는 서쪽 벽 광장(통곡의 벽 광장)이 이 자리에 있다.